# Takayanagi Kenzō

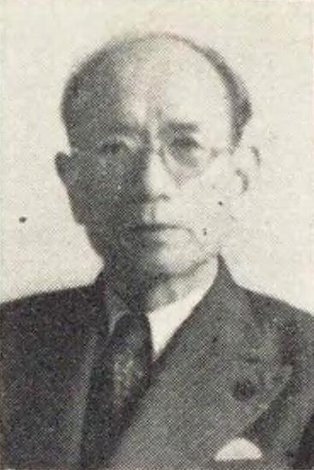
Takayanagi Kenzō

Takayanagi Kenzō (japanisch 高柳 賢三; geboren 11. Mai 1887 in der Präfektur Saitama; gestorben 11. Juni 1967 in Hongkong) war ein japanischer Jurist und Verfassungsrechtler.

## Leben und Wirken
Takayanagi Kenzō machte 1912 seinen Abschluss in Jura an der Universität Tokio. Bereits im folgenden Jahr wurde er Assistenzprofessor an seiner Alma Mater. Nach fünf Jahren Auslandsstudium in Europa und den USA wurde er nach seiner Rückkehr nach Japan Professor, lehrte englisches und amerikanisches Recht und wirkte in der Campusverwaltung mit. 1938 wurde er in die American Academy of Arts and Sciences gewählt. 1949, bei seinem Eintritt in den Ruhestand, wurde er als „Meiyo Kyōju“ verabschiedet. Anschließend wurde er Präsident der Seikei-Universität und blieb dies bis 1957. Auch die Seikei-Universität verabschiedete ihn als Meiyo Kyōju.
Das besondere Interesse Takayanagis galt der anglo-amerikanischen Rechtsprechung im geschichtlichen Ablauf und im Vergleich zu anderen Systemen. 1946, als Mitglied des damaligen Oberhauses, wurde er Mitglied der Kommission, die die neue Verfassung Japans beriet, die 1947 beschlossen wurde.
Als 1950 die Frage einer Änderung der Verfassung auftauchte, wurde Takayanagi Vorsitzender der Verfassungskommission. Da er den Vorsitz unter Wahrung der Überparteilichkeit führte, wurde er zu einem der hochangesehenen Verteidiger der Verfassung.
Takayanagi starb am 11. Juni 1967 in Hongkong.
Zu seinen Schriften gehören „Ō-Bei hō no kiso“ (英米法の基礎) – „Grundlagen des Rechts in Europa und in den USA“, „Ō-Bei hō genri-ron“ (英米法源理論) – „Grundlegende Theorie des Rechts in Europa und in den USA“ und „Shihōken no yūi“ (司法権の優位) – „Vorrang der Judikative“.